# Iraota nila
Iraota nila är en fjärilsart som beskrevs av Vincenz Kollar 1848. Iraota nila ingår i släktet Iraota och familjen juvelvingar. Inga underarter finns listade i Catalogue of Life.